# Gastón Pinedo Zabala
Gastón Pinedo (n. Quilmes, Provincia de Buenos Aires, Argentina; 18 de febrero de 1998) es un futbolista argentino. Juega de volante en 12 de Junio, de la División Intermedia, segunda categoría del fútbol paraguayo.

## Carrera

### Inicios
Pinedo comenzó jugando en el C. I. N. E. F. (Centro Integral de Entrenamiento Futbolístico) a los 12 años, pero rápidamente comenzó jugando en las inferiores de Quilmes.

### Quilmes
Comenzó jugando en la Novena del club como volante por derecha, pero al año siguiente cambió por la posición de volante central, rol que ocupa hasta la actualidad.
Tras varios años en las inferiores del Cervecero, Gastón tuvo su primer contrato profesional en 2016, que se extendía hasta 2018.
Ya en 2019, Pinedo debutó con la Primera el 2 de febrero, siendo titular en el empate a 1 frente a Temperley. Dos semanas más tarde jugaría, esta vez entrando desde el banco, en la victoria por 2-1 sobre Chacarita Juniors.

### Rosario Puerto Belgrano
Después de no tener minutos en la Primera Nacional, Pinedo finalizó su contrato y se convirtió en refuerzo de Rosario Puerto Belgrano, equipo de la Liga del Sur.

## Estadísticas
- Actualizado hasta el 17 de agosto de 2025.

| Quilmes Argentina | 1.ª                 | 2016-17             | 0   | 0 | 0 | 0 | - | - | 0   | 0 | 0    |
| Quilmes Argentina | 2.ª                 | 2017-18             | 0   | 0 | - | - | - | - | 0   | 0 | 0    |
| Quilmes Argentina | 2.ª                 | 2018-19             | 2   | 0 | - | - | - | - | 2   | 0 | 0    |
| Quilmes Argentina | 2.ª                 | 2019-20             | 0   | 0 | - | - | - | - | 0   | 0 | 0    |
| Quilmes Argentina | Total club          | Total club          | 2   | 0 | - | - | - | - | 2   | 0 | 0    |
| Rosario Puerto Belgrano Argentina | 5.ª                 | 2020                | 0   | 0 | - | - | - | - | 0   | 0 | 0    |
| Rosario Puerto Belgrano Argentina | Total club          | Total club          | 0   | 0 | - | - | - | - | 0   | 0 | 0    |
| Sacachispas Argentina | 3.ª                 | 2020                | 1   | 0 | - | - | - | - | 1   | 0 | 0    |
| Sacachispas Argentina | 3.ª                 | 2021                | 30  | 1 | - | - | - | - | 30  | 1 | 0.03 |
| Sacachispas Argentina | 2.ª                 | 2022                | 30  | 0 | 1 | 1 | - | - | 31  | 1 | 0.03 |
| Sacachispas Argentina | Total club          | Total club          | 61  | 1 | 1 | 1 | - | - | 62  | 2 | 0.03 |
| Rubio Ñu Paraguay | 2.ª                 | 2023                | 22  | 0 | 1 | 0 | - | - | 23  | 0 | 0    |
| Rubio Ñu Paraguay | 2.ª                 | 2024                | 22  | 0 | 0 | 0 | - | - | 22  | 0 | 0    |
| Rubio Ñu Paraguay | Total club          | Total club          | 44  | 0 | 1 | 0 | - | - | 45  | 0 | 0    |
| 12 de Junio Paraguay | 2.ª                 | 2025                | 18  | 1 | 0 | 0 | - | - | 18  | 1 | 0.06 |
| 12 de Junio Paraguay | Total club          | Total club          | 18  | 1 | 0 | 0 | - | - | 18  | 1 | 0.06 |
| Total en su carrera | Total en su carrera | Total en su carrera | 124 | 2 | 2 | 1 | - | - | 126 | 3 | 0.02 |
| (1) Las copas nacionales se refiere a la Copa Argentina y a la Copa Paraguay. (2) Las copas internacionales se refiere a la Copa Libertadores y a la Copa Sudamericana. (3) Media de goles por encuentro. No incluye goles en partidos amistosos. |                     |                     |     |   |   |   |   |   |     |   |      |